# Nonet no 2 de Hába
Pour les articles homonymes, voir Nonette.
Le Nonet no 2 opus 41 est un nonette pour violon, alto, violoncelle, contrebasse, flûte, hautbois, clarinette, cor et basson d'Alois Hába composé en 1932.

## Présentation
Construit sur le même schéma que le Nonet no 1, dont il est resté dans l'ombre, le Nonet no 2 est également écrit pour le Nonette tchèque.
L’œuvre est de structure homophone en un seul mouvement, non basée sur douze notes comme l'op. 40 mais sur sept. C'est d'ailleurs la seule partition heptaphonique d'Hába.
Le Nonet op. 41, qui marque la fin de la première période « révolutionnaire » du compositeur, est d'une durée moyenne d'exécution de dix minutes environ, 